# Chiesa di Sant'Antonio di Padova (Uras)
La chiesa di Sant'Antonio di Padova è un edificio religioso situato ad Uras, centro abitato della Sardegna centrale. Consacrata al culto cattolico, fa parte della parrocchia di Santa Maria Maddalena, diocesi di Ales-Terralba.
La chiesa, costruita nel secolo XVI e ricostruita nel 1676, sorge all'estremità occidentale del paese. La facciata è sormontata da un campanile a vela con due arcate a sesto acuto. All'interno si accede attraverso un ampio portico addossato alla navata, con larghi archi in pietra e mensole che un tempo reggevano una copertura lignea. Il muro di fondo è dominato dall'altare in pietra suddiviso da quattro lesene: le due interne sono decorate a fogliame con rilievo piatto. Tutto l'insieme è poi diviso in orizzontale da una doppia trabeazione (ovvero il complesso dell'architrave, del fregio e della cornice).

L'interno è arricchito dall’altare maggiore in legno intagliato del Seicento e da alcune statue lignee dello stesso periodo.

## Galleria d'immagini

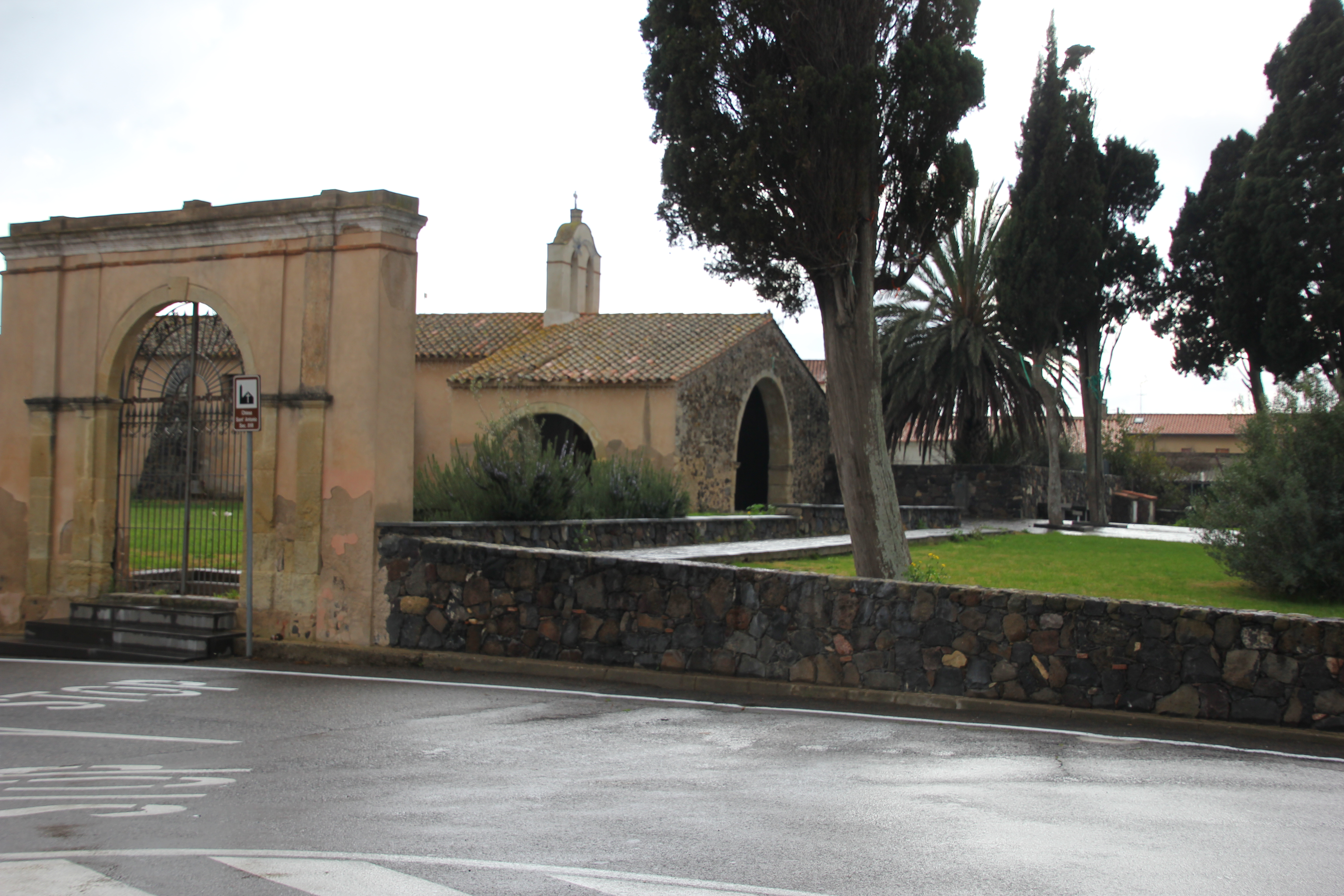
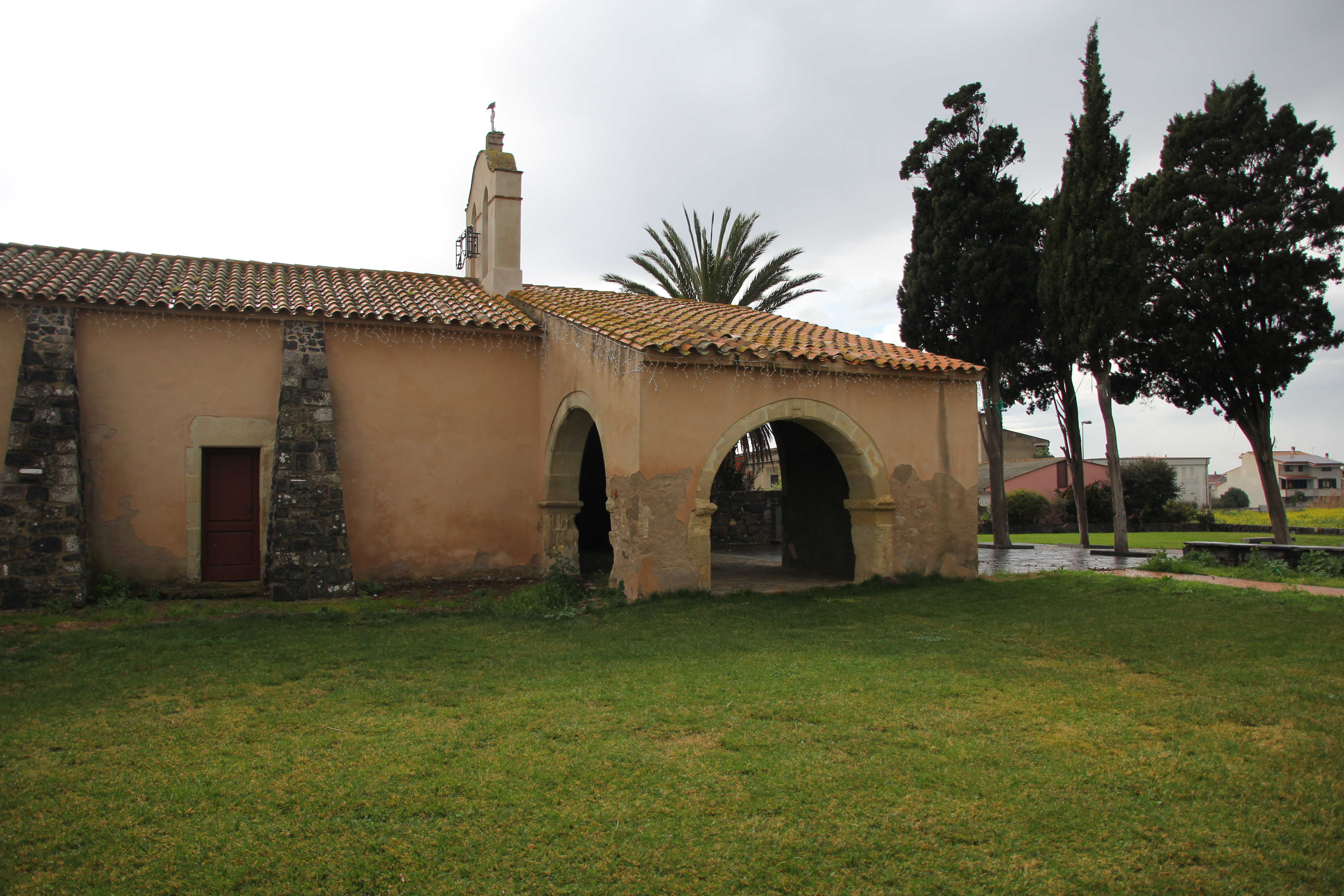